# Radio DDR I
Radio DDR I (früher: 1954/55 Berlin 2. Programm, 1955–58 Radio DDR; später: 1990/91 Radio aktuell) war eines der Hörfunkprogramme des Rundfunks der DDR, ein gemischtes Programm aus Information und Unterhaltung, dessen Schwerpunkt auf dem Geschehen in der DDR lag.

## Anfänge

### Berlin III – Berlin 2. Programm – Radio DDR
Im Zuge der Auflösung der Länder in der DDR und Schaffung der Bezirke wurden im Jahr 1952 alle Sender von Berliner Rundfunk, Mitteldeutschem Rundfunk und Deutschlandsender dem Staatlichen Rundfunkkomitee unterstellt und nurmehr drei zentrale Hörfunkprogramme veranstaltet (Berlin I/II/III). Berlin II wurde im August/September 1953 wieder zum Deutschlandsender; Berlin III wurde am 8. Juni 1954 zu „Berlin 2. Programm“, und hieraus ging am 11. September 1955 „Radio DDR“ hervor.

### Regionale Sendungen
Bereits ab dem 16. August 1953 gab es wieder Regionalprogramme (Zentren in Dresden, Erfurt, Leipzig, Potsdam und Schwerin), die nun, wie auch die 1952 gegründete sorbische Redaktion, Radio DDR zugeordnet waren.
Ab 1953 gab es den Sender Görlitz mit einem Programm in Obersorbisch, und 1956 begann der Sender Cottbus von Radio DDR, ein Programm in Niedersorbisch auszustrahlen. Zum Jahreswechsel 1956/57 zog das sorbische Studio nach Cottbus um, das zuvor in Görlitz gegründet wurde. In der Cottbuser Redaktion und dem dazugehörigen Studio wurden fortan bis zum Ende von DDR I die Sendungen in beiden sorbischen Sprachen produziert.

### Radio DDR I und II
Im Oktober 1958 folgte Radio DDR II, das nur über UKW sendete und im Juni 1990 in DS Kultur aufging. Radio DDR bzw. das dann in Radio DDR I umbenannte Programm sendete bis 1991 und wurde über Mittelwelle und UKW ausgestrahlt.
Intendanten waren Wolfgang Kleinert und Rolf Schmidt.
Pausenzeichen waren die ersten vier Takte des Refrains („Mit uns zieht die neue Zeit“) aus dem Lied Wann wir schreiten Seit’ an Seit’: 

## Programm
In der Sportredaktion von Radio DDR I arbeiteten bekannte und beliebte Journalisten wie Heinz Florian Oertel, Hubert Knobloch, Wolfgang Hempel, Herbert Küttner, Werner Eberhardt, Waldefried Vorkefeld, Thomas Schwarz, Klaus-Jürgen Alde, Heinz-Günter Otto und Helmut Schulze, die zum Teil auch noch heute aktiv sind. Leitender Redakteur bis zur Übernahme war Werner Arendt und Stellvertreter Horst Bräunlich. Die Sportredaktion berichtete von zahlreichen Olympischen Spielen sowie Fußball-Welt- und -Europameisterschaften.
Die wöchentlich ausgestrahlte Schlagerrevue mit Heinz Quermann wurde mit 36 Jahren die am längsten in Folge gesendete Rundfunk-Hitparade der Welt. Redakteur der Sendung war von 1963 bis 1988 der Komponist, Texter, Arrangeur, Sänger und Orchesterleiter Siegfried Jordan. Im Unterhaltungsbereich wirkten bekannte Moderatoren wie Manfred Uhlig, Reinhard Mirmseker, Peter Niedziella, Klaus-Peter Wagner, Hans Misersky, Ilona Thäsler, die auch noch heute in zahlreichen ostdeutschen Landesrundfunkanstalten der ARD arbeiten und eine hohe Popularität genießen.
Die Unterhaltungs-Sendung Alte Liebe rostet nicht, die als Radio-Estrade seit 1965 über 24 Jahre durch Städte der DDR tourte und in 289 Ausgaben jeweils im Sonntagvormittagsprogramm ausgestrahlt wurde, gehört damit zu den langlebigsten Radioformaten überhaupt.
Die von 1967 bis 1981 allwöchentlich ausgestrahlte Familien-Hörspielserie Neumann, 2× klingeln mit Herbert Köfer gehörte zu den beliebtesten des DDR-Rundfunks. Auch die von 1976 bis 1991 produzierten populären Halbstunden-Kriminalhörspiele der Reihe Krimi am Freitag hatten ihre Stammsendeplätze auf Radio DDR I: freitags 21.30 Uhr; später auch mittwochs 01.30 Uhr und 13.30 Uhr.
Das Programm von Radio DDR I galt lange Zeit als das beliebteste Programm des DDR-Rundfunks, da es nicht so vordergründig politisch war wie Stimme der DDR und nicht so Berlin-zentriert wie der Berliner Rundfunk, sondern auch Unterhaltungs- und Sportelemente in sein Programm aufnahm. Außerdem wurden in das Programm auch Hörspiele wie die Waldstraße Nr. 7 aufgenommen.

## Wendezeit und Ende
Mit der Wendezeit wurde die von der SED-Linie bestimmte politische Berichterstattung des Senders aufgehoben. Es wurden viele Streitgespräche (u. a. mit Alfred Eichhorn) durchgeführt, Volkskammersitzungen live übertragen. Radio DDR 1 leistete damit 1990 einen wichtigen Beitrag zur Wiedereinführung der Demokratie in den neuen Bundesländern.
Im Zuge einer Programmreform nannte sich der Sender ab dem 2. April 1990 „DDR I – Radio aktuell“, ab dem 1. August 1990 nurmehr „Radio aktuell“. Erstmals wurden nun auch Werbeblöcke gesendet. Letzter Chefredakteur wurde im September 1990 Alfred Eichhorn. Nach der Wiedervereinigung am 3. Oktober 1990 wurde das Programm vom Funkhaus Berlin in Trägerschaft der Einrichtung nach Art. 36 Einigungsvertrag bis Ende 1991 fortgeführt. Im Bereich von Sachsen Radio wurden die UKW-Frequenzen abends mit dem Programm Sachsen 3 belegt.
Nach Gründung eigenständiger Landesrundfunkanstalten auf dem Gebiet der ehemaligen DDR (MDR, ORB) und dem Beitritt Mecklenburg-Vorpommerns zum Sendegebiet des NDR übernahmen diese ab 1. Januar 1992 die Sendefrequenzen von Radio aktuell, belegt im Wesentlichen mit MDR Kultur, Radio Brandenburg und NDR 3. Die Frequenz 89,0 MHz des Senders Brocken, die reichweitenstärkste UKW-Frequenz Deutschlands, ging dagegen an den neu gegründeten Privatsender Radio Brocken und wird heute von 89.0 RTL belegt.